# Lisboa Navigators 2019
Questa voce raccoglie le informazioni riguardanti i Lisboa Navigators nelle competizioni ufficiali della stagione 2019.

## Prima squadra

### X Liga Portuguesa de Futebol Americano

#### Stagione regolare
| 5 gennaio 2019 | Braga Warriors | 12 – 42 | Lisboa Navigators |  |

| 19 gennaio 2019 | Lisboa Navigators | 36 – 6 | Algarve Sharks |  |

| 3 febbraio 2019 | Porto Mutts | 33 – 8 | Lisboa Navigators |  |

| 16 febbraio 2019 | Lisboa Navigators | 20 – 28 | Lisboa Devils |  |

| Cascais 2 marzo 2019 | Cascais Crusaders | 33 – 21 | Lisboa Navigators |  |

| 14 aprile 2019 | Lisboa Navigators | 27 – 27 | Paredes Lumberjacks |  |

#### Playoff
| 12 maggio 2019 | Porto Mutts | 47 – 22 | Lisboa Navigators |  |

### Statistiche di squadra
| Competizione      | %Vittorie | In casa | In casa | In casa | In casa | In casa | In casa | In trasferta | In trasferta | In trasferta | In trasferta | In trasferta | In trasferta | Totale | Totale | Totale | Totale | Totale | Totale |
| Competizione      | %Vittorie | G       | V       | N       | P       | Pf      | Ps      | G            | V            | N            | P            | Pf           | Ps           | G      | V      | N      | P      | Pf     | Ps     |
| ----------------- | --------- | ------- | ------- | ------- | ------- | ------- | ------- | ------------ | ------------ | ------------ | ------------ | ------------ | ------------ | ------ | ------ | ------ | ------ | ------ | ------ |
| Stagione regolare | .417      | 3       | 1       | 1       | 1       | 83      | 61      | 3            | 1            | 0            | 2            | 71           | 78           | 6      | 2      | 1      | 3      | 154    | 139    |
| Playoff           | .000      | 0       | 0       | 0       | 0       | 0       | 0       | 1            | 0            | 0            | 1            | 22           | 47           | 1      | 0      | 0      | 1      | 22     | 47     |
| Totale            | .357      | 3       | 1       | 1       | 1       | 83      | 61      | 4            | 1            | 0            | 3            | 93           | 125          | 7      | 2      | 1      | 4      | 176    | 186    |

## Seconda squadra

### I Campeonato Nacional de Futebol Americano

#### Stagione regolare
| 10 febbraio 2019 | Lisboa Navigators B | 32 – 6 | Évora Eagles |  |

| 23-24 marzo 2019 | Towers Football | – | Lisboa Navigators B |  |

| Braga 30 marzo 2019, ore 18:30 | Braga Black Knights | - – - (annullata) | Lisboa Navigators B | Grupo Desportivo do Bairro da Misericordia |

| 6 aprile 2019 | Évora Eagles | 12 – 38 | Lisboa Navigators B |  |

#### Playoff
| Lousada 4 maggio 2019, ore 15:00 | Lisboa Navigators B | 45 – 0 | Évora Eagles | Estadio Municipal |

### Statistiche di squadra
| Competizione      | %Vittorie | In casa | In casa | In casa | In casa | In casa | In casa | In trasferta | In trasferta | In trasferta | In trasferta | In trasferta | In trasferta | Totale | Totale | Totale | Totale | Totale | Totale |
| Competizione      | %Vittorie | G       | V       | N       | P       | Pf      | Ps      | G            | V            | N            | P            | Pf           | Ps           | G      | V      | N      | P      | Pf     | Ps     |
| ----------------- | --------- | ------- | ------- | ------- | ------- | ------- | ------- | ------------ | ------------ | ------------ | ------------ | ------------ | ------------ | ------ | ------ | ------ | ------ | ------ | ------ |
| Stagione regolare | 1.000     | 1       | 1       | 0       | 0       | 32      | 6       | 1            | 1            | 0            | 0            | 38           | 12           | 2      | 2      | 0      | 0      | 70     | 18     |
| Playoff           | 1.000     | 1       | 1       | 0       | 0       | 45      | 0       | 0            | 0            | 0            | 0            | 0            | 0            | 1      | 1      | 0      | 0      | 45     | 0      |
| Totale            | 1.000     | 2       | 2       | 0       | 0       | 77      | 6       | 1            | 1            | 0            | 0            | 38           | 12           | 3      | 3      | 0      | 0      | 115    | 18     |